# Турсинбай-датка
Турсинба́й-да́тка (каз. Тұрсынбай датқа) — село у складі Шиєлійського району Кизилординської області Казахстану. Адміністративний центр та єдиний населений пункт Когалинський сільського округу.
У радянські часи село називалось Ферма № 3 совхоза Тартогайський або Когали, до 2018 року — Ботабай.
Населення — 1021 особа (2021; 1348 у 2009, 1013 у 1999, 1018 у 1989).